# Llave Annett

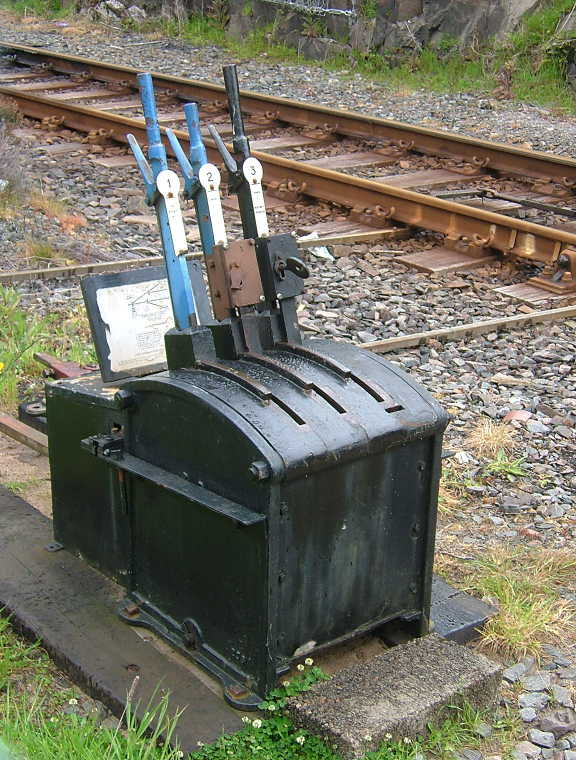
Bastidor de tierra, con las dos palancas más a la derecha bloqueadas por llaves Annett

En la señalización ferroviaria británica, australiana, francesa y suiza, una llave Annett es una forma de enclavamiento con llave atrapada que bloquea palancas u otros elementos del aparato de señalización, sirviendo así como una forma portátil de enclavamiento. El objetivo es impedir el acceso desde las vías de servicio a la línea de circulación sin autorización. Cuando no está en uso, la llave normalmente se guarda en una cerradura Annett que está fijada a la palanca o al aparato en cuestión.

## Historia
La llave de Annett toma su nombre de su inventor, JE Annett del London, Brighton and South Coast Railway. Annett patentó su diseño en 1875; en 1881, esa patente fue adquirida por Saxby y Farmer.

## Funcionamiento
En el uso británico, la llave puede guardarse en un contenedor cerrado con llave en la cabina de señales, que solo se puede abrir cuando se gira la palanca de señales correspondiente en dirección de peligro para el tráfico en la línea en marcha; la palanca queda bloqueada en esa posición hasta que se devuelve la llave. Alternativamente, la llave puede estar adjunta al personal del tren para la sección de la línea en funcionamiento que contiene la entrada a la vía secundaria.  En los pasos a nivel operados manualmente y alejados de las casetas de señales, la llave de las puertas solo se puede retirar para su uso cuando las señales de la línea de circulación están bloqueadas por peligro. En el uso australiano, la llave se lleva en una locomotora específica. El sistema de llave Annett también se utilizó en Chile